# Byszki
Byszki (prononciation : [ˈbɨʂki]) est un  village polonais de la gmina de Ujście dans le powiat de Piła de la voïvodie de Grande-Pologne dans le centre-ouest de la Pologne.
Il se situe à environ 4 kilomètres au nord de Ujście (siège de la gmina), 6 kilomètres au sud de Piła (siège du powiat), et à 79 kilomètres au nord de Poznań (capitale de la Grande-Pologne).

## Histoire
De 1975 à 1998, le village faisait partie du territoire de la voïvodie de Piła.

Depuis 1999, Byszki est situé dans la voïvodie de Grande-Pologne.